# Lampromyia canariensis
Lampromyia canariensis is een vliegensoort uit de familie van de Vermileonidae. De wetenschappelijke naam van de soort is voor het eerst geldig gepubliceerd in 1839 door Justin Pierre Marie Macquart.